# Vălari (okręg Gorj)
Vălari – wieś w Rumunii, w okręgu Gorj, w gminie Stănești. W 2011 roku liczyła 137 mieszkańców.